# 343 هـ
343 هـ هي سنة في التقويم الهجري امتدت مقابلةً في التقويم الميلادي بين سنتي 954 و955.

## مواليد
- الحسن بن عيسى العباسي
- الراغب الأصفهاني
- القاسم بن حمود

## وفيات
- أبو علي بن الكاتب